# Bisbat de Long Xuyên
El bisbat de Long Xuyên (vietnamita: Giáo phận Long Xuyên; llatí: Dioecesis Longxuyensis) és una seu de l'Església catòlica al Vietnam, sufragània de l'arquebisbat de Ciutat de Hô Chí Minh. Al 2016 tenia 247.000 batejats d'un total de 4.174.409 habitants. Actualment està regida pel bisbe Joseph Trân Văn Toàn.

## Territori
La seu episcopal és la ciutat de Long Xuyên, on es troba la catedral de Reina de la Pau
El territori s'estén sobre 10.256 km² i està dividit en 186 parròquies.

## Història
La diòcesi va ser erigida el 24 de novembre de 1960 mitjançant la butlla Christi mandata del papa Joan XXIII, prenent el territori dels vicariat apostòlic de Cần Thơ, que contextualment va ser elevat a diòcesi.

## Cronologia episcopal
- Michel Nguyên Khác Ngu † (24 de novembre de 1960 - 30 de desembre de 1997 jubilat)
- Jean-Baptiste Bui Tuân (30 de desembre de 1997 - 2 d'octubre de 2003 jubilat)
- Joseph Trân Xuân Tiéu (2 d'octubre de 2003 - 23 de febrer de 2019 renuncià)
- Joseph Trân Văn Toàn, des del 23 de febrer de 2019

## Estadístiques
A finals del 2016, la diòcesi tenia 247.000 batejats sobre una població de 4.174.409 persones, equivalent al 5,9% del total.
| any  | població | població  | població | sacerdots | sacerdots       | sacerdots       | sacerdots             | diàques | religiosos | religiosos | parroquies |
| ---- | -------- | --------- | -------- | --------- | --------------- | --------------- | --------------------- | ------- | ---------- | ---------- | ---------- |
| any  | batejats | total     | %        | total     | clergat secular | clergat regular | batejats por sacerdot | diàques | homes      | dones      |            |
| 1970 | 105.759  | 1.495.017 | 7,1      | 97        | 92              | 5               | 1.090                 |         | 7          | 205        | 144        |
| 1980 | 200.000  | 2.500.000 | 8,0      | 154       | 148             | 6               | 1.298                 |         | 35         | 278        | 93         |
| 1999 | 250.000  | 3.670.100 | 6,8      | 181       | 176             | 5               | 1.381                 |         | 23         | 518        | 87         |
| 2000 | 211.181  | 3.670.000 | 5,8      | 173       | 168             | 5               | 1.220                 |         | 41         | 244        | 87         |
| 2001 | 215.932  | 3.750.000 | 5,8      | 180       | 175             | 5               | 1.199                 |         | 41         | 220        | 87         |
| 2002 | 220.842  | 3.944.000 | 5,6      | 188       | 181             | 7               | 1.174                 |         | 45         | 141        | 111        |
| 2003 | 230.000  | 4.030.000 | 5,7      | 187       | 181             | 6               | 1.229                 |         | 44         | 141        | 113        |
| 2004 | 234.360  | 3.995.339 | 5,9      | 189       | 183             | 6               | 1.240                 |         | 41         | 140        | 113        |
| 2013 | 240.000  | 4.834.000 | 5,0      | 251       | 240             | 11              | 956                   |         | 103        | 345        | 157        |
| 2016 | 247.000  | 4.174.409 | 5,9      | 275       | 259             | 16              | 898                   |         | 83         | 367        | 186        |